# Oromo People’s Congress
Der Oromo People’s Congress (abgekürzt OPC; Oromo: KUO; amharisch የኦሮሞ ብሔራዊ ኮንግረንስ Yä-Oromo Biherawi Kongränəs; bis 2001 Oromo National Congress ONC, deutsch „Oromo-Nationalkongress“) ist eine politische Partei in Äthiopien. Sie ist eine der größten politischen Parteien des Landes. Der OPC wurde im April 1996 unter dem Namen Oromo National Congress von Merera Gudina gegründet. Dieser ist gleichzeitig auch der Parteivorsitzende.

## Wahlergebnisse
Bis zu den nationalen äthiopischen Parlamentswahlen im Mai 2005 hatte der Oromo-Nationalkongress keine Pläne, eine Wählerbasis außerhalb der Heimatregion des Parteiführers Merera Gudina – dem Woreda Ambo in Oromia – aufzubauen. In dieser Wahl, als die Partei unter ihrem eigenen Namen noch Mitgliedspartei des Bündnisses UEDF war (welches auch 52 der 527 Sitze im Volksrepräsentantenhaus gewann), gewann die Partei alleine 42 Sitze im Bundesparlament und 135 Sitze im Regionalparlament von Oromia.
Dennoch wurde die Parteiregistrierung von der Nationalen Wahlkommission Äthiopiens angeblich bereits vorher zu einer marginalen Splittergruppe vergeben. Der OPC warf der Wahlkommission vor, sie versuche im Vorfeld der Parlamentswahlen im Mai 2005 unter den Wählern Verwirrung zu stiften und die Partei zu unterminieren. Die Partei wurde somit gedrängt, noch vor den Wahlen ihren Namen in Oromo People’s Congress umzuändern.

## Aktuelle Politik
Die Führungsschicht des OPC war einer der einflussreichsten Gründungsmitglieder des Forums für Demokratischen Dialog (Medrek). Die Errichtung dieses Forums wurde am 17. Juni 2007 vereinbart.
Im Januar 2009 ging der OPC eine politische Koalition mit der Föderalistisch-Demokratischen Bewegung der Oromo ein. Dazu wurde von beiden Parteien eine gemeinsame Presseerklärung einberaumt.
Der OPC beklagte in einer Presseerklärung am 5. März 2009 die Drangsalierung ihrer Mitglieder durch die regierende Revolutionäre Demokratische Front der Äthiopischen Völker (EPRDF). Die EPRDF wandte während der vorhergehenden Wochen drei verschiedene Formen von Schikanierung an: So sollen im Februar des gleichen Jahres zwei Lehrer im Woreda Midakaegn schwerwiegend von der lokalen Polizei und sogar von Politikern des Woredas verprügelt worden sein. Zudem soll das Sicherheitspersonal am 4. März eine weiterführende Schule in Gedo eingekreist, auf die Studenten geschossen und mindestens drei von ihnen verwundet haben, von welchen eine später im Krankenhaus starb.